# Year of the Cat
Year of the Cat (Năm con mèo) là một đĩa đơn của ca sĩ-nhạc sĩ Al Stewart, được phát hành vào tháng 7 năm 1976. Bài hát này cũng là ca khúc chủ đề của album 1976 của ông cùng tựa, và được thâu tại Abbey Road Studios, Luân Đôn vào tháng 1 năm 1976 bởi chuyên viên Alan Parsons. Ca khúc đạt vị trí số 8 trên bảng xếp hạng Billboard Hot 100 tháng 3 năm 1977. Mặc dù single xếp hạng cao nhất của Stewart trên bảng xếp hạng đó là vào năm 1978 với bản nhạc "Time Passages", "Year of the Cat" vẫn là bản nhạc tiêu biểu của Stewart, được phát sóng thường xuyên trên cả các đài cổ điển rock và folk rock.

## Nội dung
Bản nhạc này Al Stewart đồng sáng tác với Peter Wood, kể lại chuyện một khách du lịch, đang thăm một chợ kỳ lạ thì một người phụ nữ mặc đồ lụa bí ẩn xuất hiện và đưa anh đi cho một cuộc phiêu lưu lãng mạn lờ mờ. Thức dậy vào ngày hôm sau bên cạnh cô ta, người du khách nhận ra, trong sự thanh thản, là chiếc xe buýt du lịch của ông đã đi mất để ông lại và ông mất cả vé xe của mình.
Năm con mèo là một con giáp trong tử vi Việt Nam, tương đương với năm con thỏ trong tử vi Trung Quốc hay Hàn quốc, vào thời bài hát được viết là năm Ất Mão bắt đầu ngày 11 tháng 2 năm 1975 đến ngày 31 tháng 1 năm 1976.